# 경주예일고등학교
경주예일고등학교는 대한민국 경상북도 경주시 안강읍 산대리에 있는 사립 고등학교이다.

## 학교 연혁
- 1964년 1월 8일 : 학교법인 국파학원 인가 (이사장 이용정)
- 1964년 1월 21일 : 안성중학교 설립인가 (6학급)
- 1964년 2월 4일 : 초대 김달생 교장 취임
- 1966년 11월 12일 : 안강여자중학교 교명변경 인가
- 1967년 10월 5일 : 안강여자상업고등학교 설립인가
- 1969년 2월 24일 : 안강여자상업고등학교 폐교
- 1978년 11월 8일 : 안강여자고등학교 설립인가 (6학급)
- 1998년 10월 20일 : 고등학교 학칙변경 인가 (15학급)
- 2012년 5월 2일 : 제2대 김성수 이사장 취임
- 2018년 3월 1일 : 안강여자중 · 고등학교 분리 운영
- 2020년 6월 15일 : 경주예일고등학교로 교명변경 및 남녀공학 전환 인가
- 2021년 9월 1일 : 제11대 조호영 교장 취임
- 2023년 1월 5일 : 고등학교 제42회 졸업(졸업생 총수 7,141명)
- 2023년 3월 2일 : 고등학교 제45회 입학(입학생 수 110명)

## 참고 자료
- 경주예일고등학교 - 한국교육학술정보원 학교알리미